# 腾冲秋海棠
腾冲秋海棠（学名：Begonia clavicaulis）是秋海棠科秋海棠属的植物，是中国的特有植物。分布在中国大陆的云南等地，生长于海拔2,500米的地区，多生长于阴湿的灌丛边缘，目前已由人工引种栽培。